# Giulia Sarti
Giulia Sarti (Rimini, 13 agosto 1986) è una politica italiana.

## Biografia
Diplomata al liceo scientifico "Einstein" di Rimini, si laurea in giurisprudenza a Bologna nel dicembre del 2012 con una tesi in diritto costituzionale su "I referendum abrogativi nella prassi più recente (2003-2012)".
Fa parte dell'Associazione Casa della Legalità e della Cultura, impegnata nel contrasto alle mafie. Aderisce al Movimento Agende Rosse nato dall'iniziativa di Salvatore Borsellino, fratello del magistrato Paolo.

## Attività politica
Entra nel Movimento 5 Stelle il 13 dicembre 2007, quando aderisce al meetup di Bologna. Nei primi mesi di attivismo ha portato avanti il gruppo Qui Bologna Libera, in cui si è cimentata con le prime interviste ai politici.
Alle elezioni regionali in Emilia-Romagna del 2010 si è candidata al Consiglio regionale, mentre alle elezioni amministrative del 2011 si è candidata al Consiglio comunale di Rimini: in entrambe le occasioni non è stata eletta.

### Elezione a deputato
Alle elezioni politiche del 2013 viene eletta alla Camera dei deputati, nelle liste del Movimento 5 Stelle nella circoscrizione Emilia-Romagna. Alle elezioni politiche del 2018 viene rieletta deputata. Il 21 giugno 2018 viene eletta Presidente della 2ª Commissione permanente Giustizia della Camera dei deputati. Il 26 febbraio 2019 si dimette dalla carica di Presidente della Commissione Giustizia della Camera dei deputati e si autosospende dal suo partito, in seguito alla richiesta di archiviazione della querela da lei sporta nei confronti di Bogdan Tibusche.
Dal 2023 è delegata alla legalità democratica e la lotta alle mafie del Comune e della Città metropolitana di Bologna, nella giunta del sindaco metropolitano Matteo Lepore.

### Riconoscimenti e premi
- Premio Internazionale Magna Grecia Awards, Bari - 2 luglio 2022[10]

## Controversie

### GrilliniLeaks
Nell'aprile 2013 viene diffusa la notizia che un gruppo di pirati informatici autodefinitisi "Hacker del PD" era riuscito ad accedere illegalmente alle caselle di posta elettronica di alcuni deputati del M5S, fra cui quella di Giulia Sarti, minacciando che «Se Grillo e Casaleggio non renderanno pubblici i loro guadagni, continueremo ad hackerare le caselle di posta dei deputati e a pubblicarne il contenuto». Vennero così diffuse, durante un periodo di grande tensione all'interno dei Movimento che portò all'espulsione di alcuni esponenti grillini di Bologna a seguito di uno scandalo chiamato "GrilliniLeaks", circa 7.600 email scambiate dall'on. Sarti fra il novembre 2007 e il 18 aprile 2013.

### Revenge Porn
Vengono hackerate anche alcune foto intime di Giulia Sarti, scattate da un suo ex fidanzato prima che venisse eletta in Parlamento. L'on. Sarti si dichiara vittima di revenge porn e riceve la solidarietà di molti suoi colleghi parlamentari. Qualche anno più tardi, nel 2019, durante il governo gialloverde, alcune di quelle foto saranno diffuse anche alla stampa. Il Parlamento, pertanto, legifera in materia di revenge porn, che diventa a tutti gli effetti un reato punito dalla legge.

### Riforma irrealizzabile
Il 14 novembre 2013 viene pubblicato sulla sua pagina Facebook un post dal titolo "Possiamo dire che siamo governati da ANALFABETI e FESSINI?". Il post conteneva un'idea di riforma delle pensioni basata su un evidente errore di calcolo. Nel post si affermava, infatti, che «in Italia abbiamo 23.431.319 pensionati, i quali percepiscono complessivamente € 270.469.483.350. Se noi garantiamo a tutti i pensionati 5000 euro al mese ci rimangono €153.312.888.350. Domanda: quanti redditi di cittadinanza possiamo garantire sapendo che la nostra proposta vale circa 30 miliardi?». In realtà portare tutte le pensioni a 5000 euro costerebbe 60.000 euro all'anno per pensionato, facendo lievitare la cifra complessiva a ben 1.405.879.140.000 euro, il 70% del PIL italiano. La notizia viene ripresa da diversi quotidiani e dai social network, ironizzando sul contenuto del post, sia per il grossolano errore di calcolo sia per la scorrettezza grammaticale. La Sarti alcuni giorni più tardi ha sostenuto di essere stata oggetto di un attacco informatico e di non essere l'autrice del post, provocando una nuova ondata di commenti ironici.

### Condanna per diffamazione
Nel giugno del 2018 è stata condannata per diffamazione nei confronti del giornalista de Il Resto del Carlino Filippo Graziosi.

### Rimborsopoli
Nel febbraio del 2018 è stata coinvolta nel caso che vedeva alcuni parlamentari del Movimento 5 Stelle, i quali dichiaravano di restituire allo Stato parte del proprio stipendio, annullare il proprio pagamento dopo aver fotografato la prova dello stesso. L'inchiesta del programma televisivo Le Iene ha fatto emergere mancati versamenti al fondo per il microcredito per oltre 20.000 euro. A seguito della notizia, la Sarti si è dichiarata all'oscuro di tutto, denunciando l'ex fidanzato per appropriazione indebita. Il 26 febbraio 2019 si è dimessa dalla Presidenza della Commissione Giustizia della Camera.
Il 27 febbraio 2019 i giornali pubblicano articoli in cui si parla del caso Sarti, ed emerge che c'era un accordo tra Sarti e il suo ex per far ricadere su di lui la colpa dei mancati versamenti. L'ex fidanzato ha inoltre dichiarato: "Facevamo il bonifico online, mandavamo la ricevuta al M5S e quindi revocavamo il bonifico". Nelle chat esaminate dai magistrati appare evidente anche il coinvolgimento di altri membri del Movimento 5 Stelle: "Le Iene hanno i nomi da mesi e mi hanno chiesto se denuncio te perché mi stanno chiedendo come uscire da questa storia" (...) "me l'ha chiesto Ilaria con Rocco. Per salvarmi la faccia...".